# Bartholomew megye
Bartholomew megye az Amerikai Egyesült Államokban, azon belül Indiana államban található. Megyeszékhelye és legnagyobb városa Columbus. Lakosainak száma 82 208 fő (2020. április 1.).

## Szomszédos megyék
- Johnson megye (északnyugat)
- Shelby megye (északkelet)
- Decatur megye (kelet)
- Jennings megye (délkelet)
- Jackson megye (dél)
- Brown megye (nyugat)

## Népesség
A megye népességének változása:
| Lakosok száma | 76 865 | 77 668 | 78 966 | 79 587 | 81 162 | 82 208 |
|               | 2010   | 2011   | 2012   | 2013   | 2015   | 2020   |